# Сточкі (Мазовецьке воєводство)
Сточкі (пол. Stoczki) — село в Польщі, у гміні Гельнюв Пшисуського повіту Мазовецького воєводства.
Населення — 184 особи (2011).
У 1975-1998 роках село належало до Радомського воєводства.

## Демографія
Демографічна структура станом на 31 березня 2011 року:
|          | Загалом | Допрацездатний вік | Працездатний вік | Постпрацездатний вік |
| -------- | ------- | ------------------ | ---------------- | -------------------- |
| Чоловіки | 92      | 14                 | 70               | 8                    |
| Жінки    | 92      | 16                 | 54               | 22                   |
| Разом    | 184     | 30                 | 124              | 30                   |